# Kirche von Kerimäki

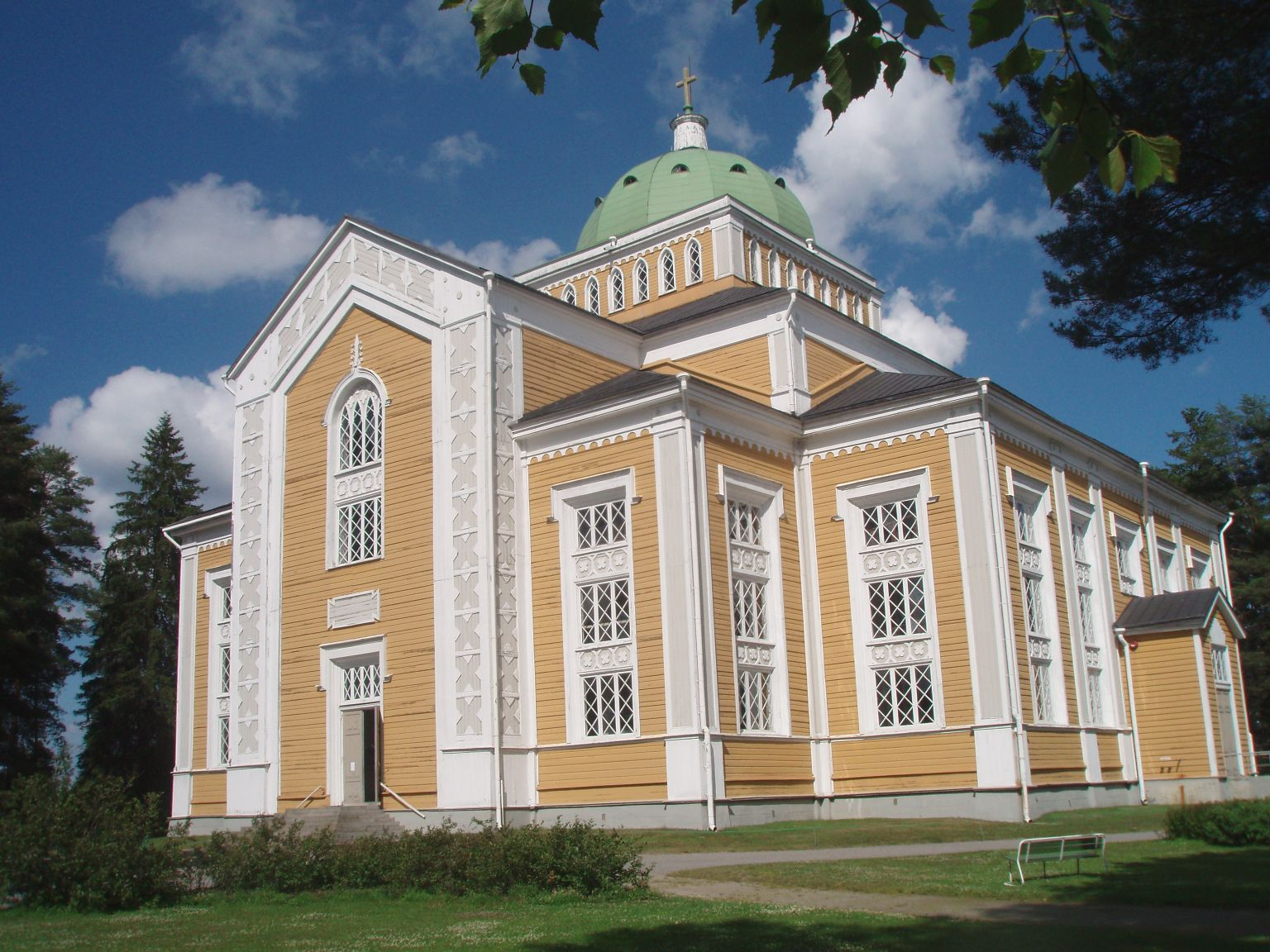
Südportal der Kirche von Kerimäki

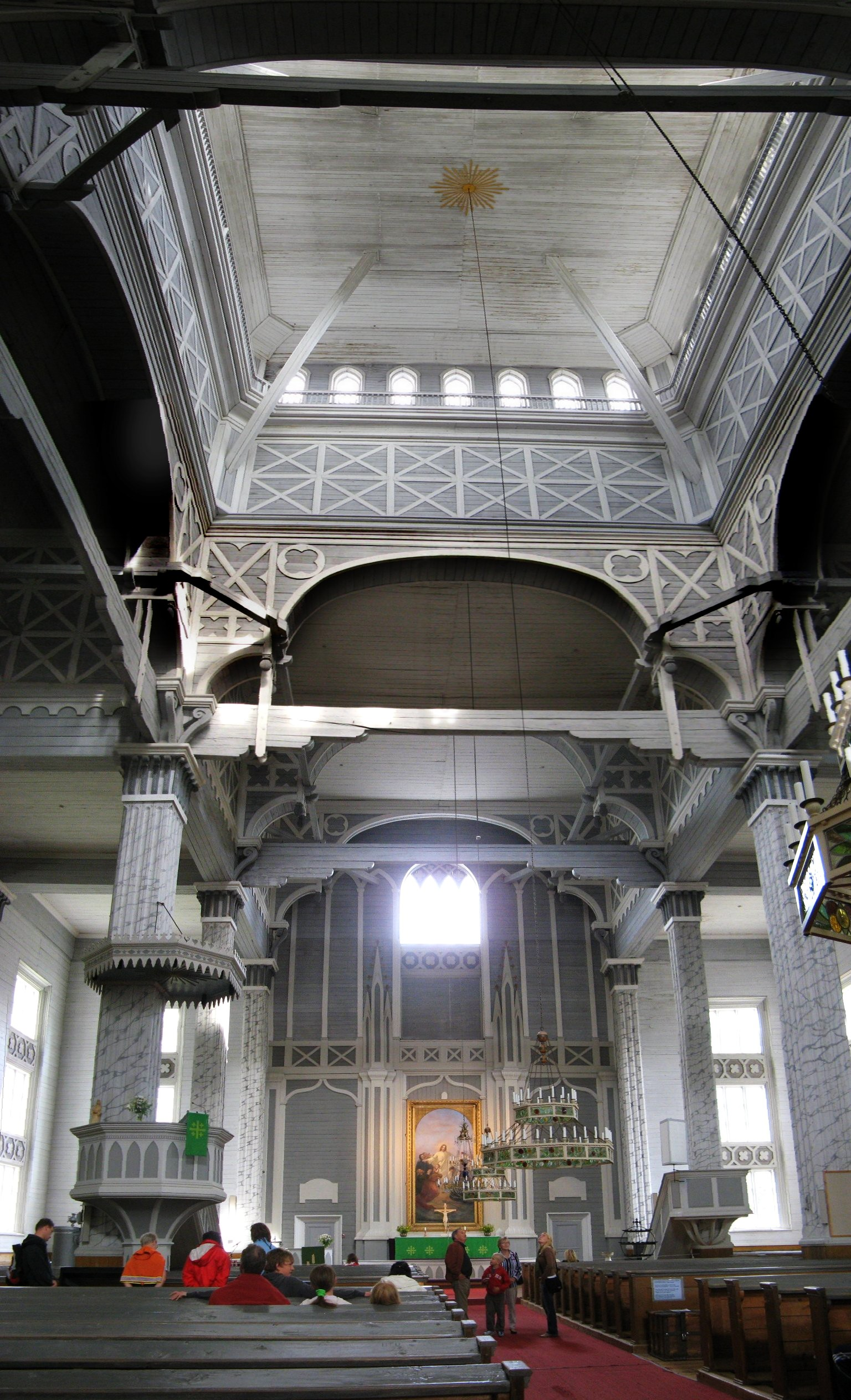
Innenansicht

Die Kirche von Kerimäki ist ein Kirchengebäude der Evangelisch-Lutherischen Kirche Finnlands in Kerimäki in Südsavo im Südosten Finnlands. Es wurde von 1844 bis 1847 erbaut und ist die größte Holzkirche der Welt. Die Kirche verfügt über 3.400 Sitzplätze und fasst insgesamt 5.000 Menschen.
Die Kirche von Kerimäki wurde am 25. September 1847 nach dreijähriger Bauzeit fertiggestellt und am 11. Juni 1848 zu Pfingsten feierlich eingeweiht. Die klassizistische Kuppelkirche hat den Grundriss eines griechischen Kreuzes und ist innen durch Emporen in zwei Geschosse geteilt. Der freistehende Glockenstapel ruht auf einem Sockel aus massivem Mauerwerk. Aleksandra Såltin fertigte 1890 das Altarbild an. Die von der Orgelfabrik in Kangasala hergestellte Orgel mit zwanzig Registern wurde 1894 in Gebrauch genommen.
Die Dimensionen der Kirche (Innenmaße: 45 m Länge × 42 m Breite × 27 m Höhe) ergaben sich der Legende nach aus einem Missverständnis, wonach ein nach Amerika ausgewanderter und dort zu Reichtum gekommener Finne seiner ehemaligen Heimatgemeinde eine Kirche stiften wollte. Der Architekt A. F. Granstedt habe die Pläne in Fuß entworfen und der ausführende europäische Baumeister, der es gewohnt war, in Metern zu rechnen und zu bauen, habe deren Maße ohne Umrechnung übernommen. Dies widerspricht aber den Originalplänen, die erhalten sind. Dafür, dass der Kirchenbau in jedem Fall große Ausmaße haben sollte, spricht auch, dass der Pfarrer Fredrik Neovius in den 1840er Jahren die Meinung vertrat, die Gemeinde solle auch an Markttagen gemeinsam einen Gottesdienst besuchen können.
Die Kirche ist nicht beheizbar, weshalb sie lediglich im Sommer für Gottesdienste genutzt wird. Neben der großen Kirche wurde 1953 eine kleinere beheizbare Kirche gebaut, in der im Winter die Gottesdienste gehalten werden. Jedoch versammelt sich die Gemeinde zu Weihnachten in der großen Kirche, die dann nur von hunderten Kerzen und den Besuchern erwärmt wird.
Die Kirche wird jährlich von über 50.000 Touristen besucht und im Sommer auch für Veranstaltungen im Rahmen der Opernfestspiele von Savonlinna genutzt. In seinem Roman Der liebe Gott macht blau verlegt Arto Paasilinna den neuen Sitz des Himmels mitsamt 5.000 Engeln, ihrer Größe wegen, in die Kirche von Kerimäki.

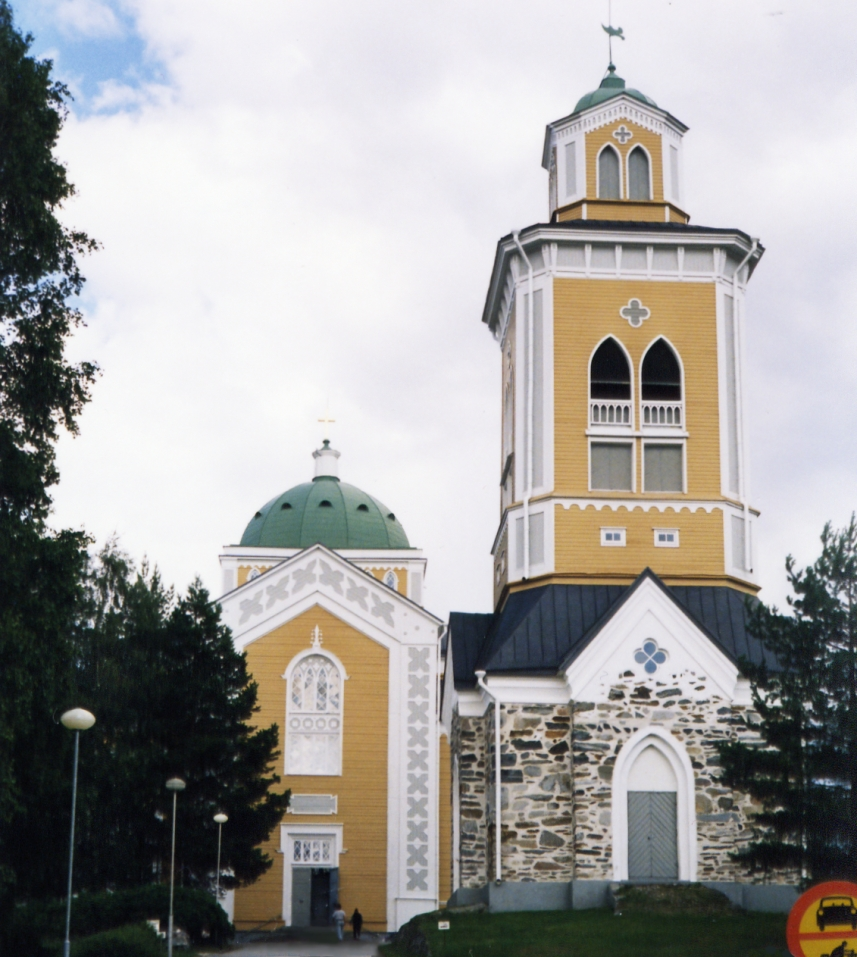
Kirche und Glockenstapel
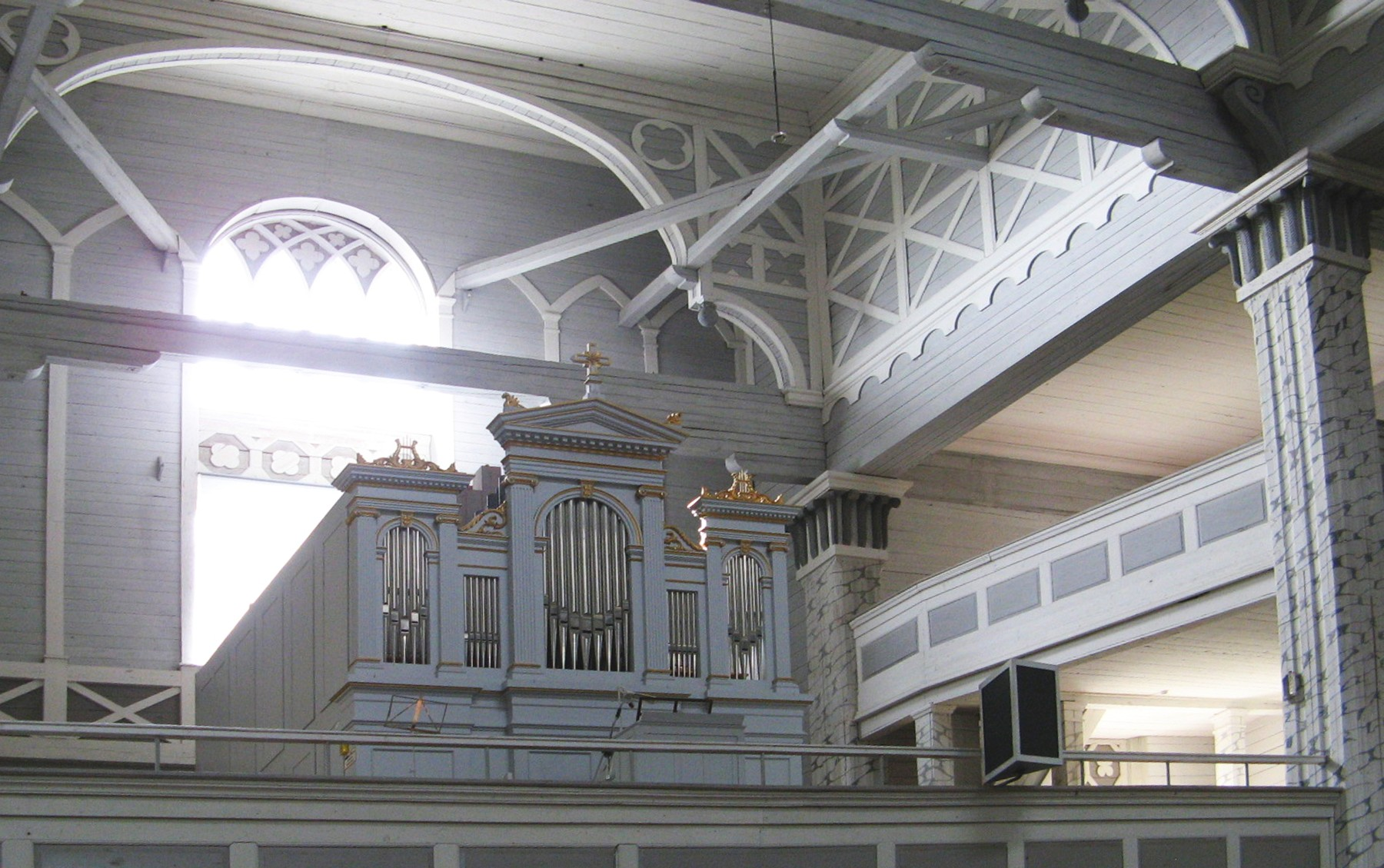
Orgel
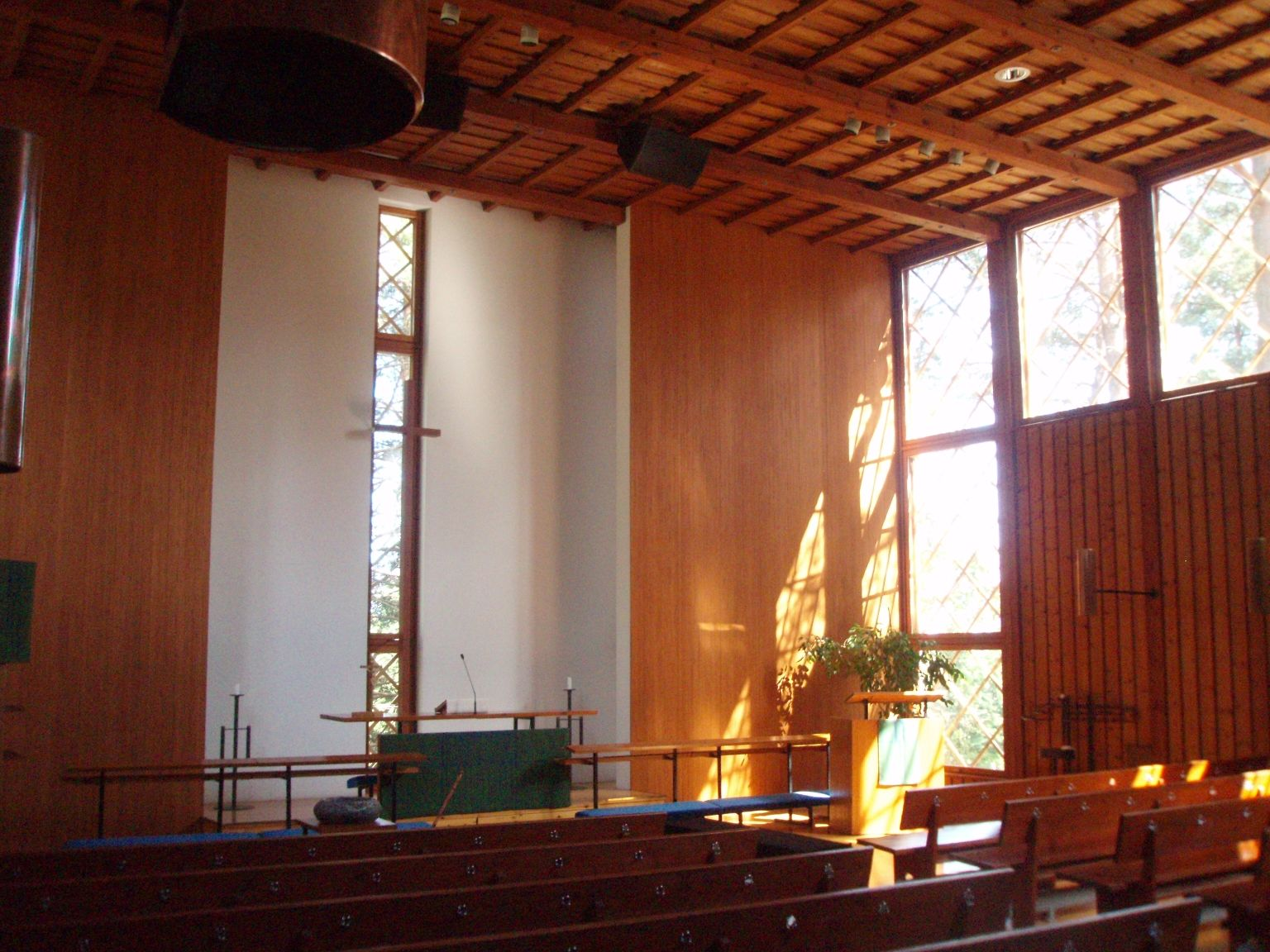
Innenansicht der Winterkirche